# Kumbarakatte, Hiriyur
Kumbarakatte là một làng thuộc tehsil Hiriyur, huyện Chitradurga, bang Karnataka, Ấn Độ.